# NetBurst
NetBurst was een microarchitectuur van Intel en werd intern ook wel P68 genoemd. Het was de opvolger van de P6-microarchitectuur uit de x86-familie van processoren. De eerste processor met NetBurst was de Pentium 4 met de Willamette-kern, uitgebracht op 20 november 2000 en tevens de eerste van de Pentium 4-reeks. Alle Pentium 4- en Pentium D-processoren zijn gebaseerd op NetBurst. Midden 2001 bracht Intel de Foster-kern uit, die ook gebaseerd was op NetBurst, waardoor de Xeon-processoren ook gebruikmaakten van NetBurst. Ook op Pentium 4-gebaseerde Celeron-processoren maken gebruik van NetBurst.

## Technologie

### Voordelen
- Bij Pentium 4 (PIV) liep de snelheid van de ALU op twee keer van de snelheid van de processorkern. Intel noemt dit Rapid Execution Engine (REE). Dit is voordelig bij berekeningen met gehele getallen.
- Pentium 4 had een Execution Trace Cache, waarin instructies in machinetaal werden in opgeslagen. De instructies waren direct klaar om uit te voeren wanneer de processor de gegevens weer nodig had, bijvoorbeeld na een foute binaire vertaling (BTP).

### Nadelen
- Intel verlaagde het aantal instructies per kloktik (IPC), om zo hogere kloksnelheden te bereiken. Hiervoor werd Hyper Pipelined Technology toegepast, die inhield dat de pipeline twee keer zo lang werd ten opzichte van de Pentium 3 en vier keer zo lang als de Pentium 2.
- Naast de lagere IPC beïnvloedt Netburst ook de "Branch Tree Prediction" negatief. Branch Tree Prediction houdt in dat de processor inschat wat hij na de huidige instructie gevraagd zal worden te doen. Wanneer de processor dat goed heeft, zal er niets aan de hand zijn, maar wanneer het fout is moet een instructie weer helemaal naar het begin van de pipeline. Wanneer dus de pipeline twee keer zo lang is zal de instructie verder terug moeten, wat een prestatieverlies betekent.
- Pentium 4 gebruikte door zijn hogere kloksnelheid meer stroom, waarschijnlijk de belangrijkste reden waarom Intel er later van afstapte.

## NetBurst-gebaseerde computerchips
- Celeron en Celeron D
- Pentium 4 en Pentium D
- Pentium Extreme Edition
- Xeon